# Trần Thị Xạ
Trần Thị Xạ (chữ Hán: 陳氏麝; 1716 – 23 tháng 8 năm 1750), tôn hiệu Chiêu nghi Phu nhân (昭儀夫人), là một cung tần của Vũ vương Nguyễn Phúc Khoát trong lịch sử Việt Nam.

## Tiểu sử
Chiêu nghi Trần Thị Xạ nguyên quán ở huyện Phong Lộc, tỉnh Quảng Bình, là con gái của Khám lý Năng Tài hầu (không rõ tên). Bà nhập phủ chúa vào năm 20 tuổi, khi Vũ vương Nguyễn Phúc Khoát vẫn còn là Thế tử, rất được sủng ái. Năm Mậu Ngọ (1738), chúa đăng cơ phong cho bà chức Quý nhân (貴人).
Quý nhân Trần thị dung hạnh vẹn toàn, cẩn thận lời nói, hành động theo phép, khéo đoán được ý tứ quá nét mặt, sớm khuya kính cẩn, ngày càng được Vũ vương yêu quý. Bà là người thanh nhã, ưa chốn thiền môn, có pháp danh là Hải Pháp. Mỗi khi lui chầu, bà thường đến chùa thắp hương lễ Phật.
Bà Quý nhân sinh được 6 người con, 2 người con gái trong số đó mất sớm, không có tên. Bốn người con trai của bà lần lượt là:
- Nguyễn Phúc Kính (1737 – 1775), thăng đến chức Chưởng dinh Quận công. Khi vào Gia Định, bị đắm thuyền chết đuối. Có ba con trai.
- Nguyễn Phúc Bản (1739 – ?), không rõ truyện. Có 1 trai 1 gái.
- Nguyễn Phúc Yến (1742? – 1776), truy tặng Tiết chế Chưởng dinh Quận công. Có ba con trai.
- Nguyễn Phúc Tuấn (1743? – 1764), truy tặng Cai đội. Có một con gái.

Lúc mới ngã bệnh, sợ chúa săn sóc, bà Quý nhân nghiêm dặn tả hữu không được tâu trình cho chúa biết. Đến lúc bệnh tình ngày càng nặng hơn, bà vẫn cố gượng dậy ăn uống, không trăn trối một lời nào. Năm Canh Ngọ (1750), ngày 22 tháng 7 (âm lịch), bà Quý nhân mất, hưởng dương 35 tuổi. Vũ vương rất thương tiếc, sắc tặng Chiêu nghi (昭儀), liệt vào hàng Phu nhân (夫人), thụy là Từ Mẫn (慈敏).
Mộ của bà Quý nhân Trần Thị Xạ được táng ở phường Thủy Xuân, Huế (trước kia là xã Dương Xuân). Vũ vương Nguyễn Phúc Khoát còn sai văn thần làm văn bia ghi lại công hạnh và niềm tiếc thương của chúa, dựng lên mộ, đến nay tấm bia đó vẫn còn nguyên vẹn.